# Jubilation
Jubilation è il decimo e ultimo album in studio del gruppo musicale canadese-statunitense The Band, pubblicato nel 1998.

## Tracce
1. Book Faded Brown – 4:15 (Paul Jost)
2. Don't Wait – 4:22 (The Band, Kevin Doherty, Levon Helm)
3. Last Train to Memphis – 3:57 (The Band, Bobby Charles, Levon Helm) – con la partecipazione di: Eric Clapton
4. High Cotton – 3:26 (Rick Danko, Levon Helm, Tom Pacheco)
5. Kentucky Downpour – 4:30 (The Band, Marty Grebb, Levon Helm)
6. Bound By Love – 3:23 (John Hiatt) – con la partecipazione di: John Hiatt
7. White Cadillac (Ode to Ronnie Hawkins) – 3:39 (Randy Ciarlante, Levon Helm, Jim Weider)
8. If I Should Fail – 3:58 (Rick Danko, Tom Pacheco)
9. Spirit of the Dance – 5:07 (Randy Ciarlante, Rick Danko, Levon Helm, Jim Weider)
10. You See Me – 4:38 (Allen Toussaint)
11. French Girls – 2:03 (Garth Hudson)

## Formazione
- Rick Danko – basso, contrabbasso, chitarra acustica, voce
- Levon Helm – batteria, percussioni, mandolino, armonica, voce
- Garth Hudson – tastiere, organo, fisarmonica, piano, sintetizzatori, vocoder, sassofoni, percussioni
- Randy Ciarlante – batteria, percussioni, voce
- Richard Bell – tastiere, organo, piano, voce
- Jim Weider – chitarre, mandolino, dobro, voce